# Stade olympique de Séoul
 (mars 2025).
Si vous disposez d'ouvrages ou d'articles de référence ou si vous connaissez des sites web de qualité traitant du thème abordé ici, merci de compléter l'article en donnant les références utiles à sa vérifiabilité et en les liant à la section « Notes et références ».
Le stade olympique de Séoul (en hangeul: 서울올림픽주경기장) ou stade olympique de Jamsil est un stade situé au cœur du Jamsil Sports Complex dans l'arrondissement de Songpa-gu à Séoul en Corée du Sud.
Pouvant contenir près de 69 950 spectateurs, il disposait de 100 000 places à sa construction.

## Événements
- Jeux asiatiques de 1986, 20 septembre au 5 octobre 1986
- Jeux olympiques d'été de 1988, 17 septembre au 2 octobre 1988
- HIStory World Tour - Michael Jackson, 11 et 13 octobre 1996 (plus de 100 000 spectateurs)
- Elton John, 17 septembre 2004 (plus de 69 000 spectateurs)
- Born This Way Ball Tour - Lady Gaga, le 27 avril 2012 (plus de 50 000 spectateurs)
- Ultra Music Festival (UMF) Korea, les 3 et 4 août 2012
- ArtRave: The Artpop Ball - Lady Gaga, le 16 août 2014
- BTS love yourself tour 25 et 26 août 2018 (plus de 90 000 personnes)
- BTS Permission To Dance On Stage 24 octobre 2021 et 10,12 et 13 mars 2022